# آنتونی یانگ (دوچرخه‌سوار)
آنتونی یانگ (انگلیسی: Anthony Young; ۷ آوریل ۱۹۰۰ – اوت ۱۹۷۰) دوچرخه‌سوار اهل ایالات متحده آمریکا بود. وی در بازی‌های المپیک تابستانی ۱۹۲۰ شرکت کرده است.